# 萨姆·海因兹

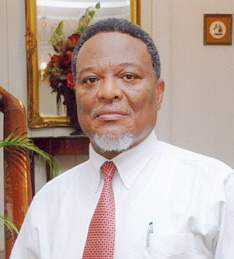
萨姆·海因兹

塞缪尔·阿奇博尔德·安东尼·海因兹（英語：Samuel Archibald Anthony Hinds；1943年12月27日—），圭亚那化学制药工程师、政治家，曾任圭亚那总统并五次担任圭亚那总理，2006年8月28日第五次当选圭亚那总理。
1943年12月27日生于德梅拉拉东海岸。曾就读于圭亚那皇后学院、加拿大新布伦斯维克大学，获化学工程学学士学位。曾在林登铝土公司任加工处首席工程师、负责人，圭矿业公司研究和开发处负责人。曾任圭亚那改革和民主行动委员会主席。
1992年10月，切迪·贾根率领的人民进步党（ PPP ）与海因兹领导的党“海因兹集团—公民”合作，在大选中获胜，切迪·贾根出任总统，海因兹出任总理。
1997年3月，切迪·贾根总统因病去世，按照宪法，海因兹以总理的身份继任总统，并且任命切迪·贾根的遗孀珍妮特·罗森堡·贾根为总理。同年12月，海因兹支持珍妮特·罗森堡·贾根担任总统，他第二次出任总理。
1999年8月8日，女总统珍妮特·贾根宣布因健康原因宣布辞职，根据宪法，总理是总统的法定继承者，海因兹辞去总理职务，以便让财政部长、人民进步党的贾格迪奥于8月9日就任总理，随后于8月11日继任总统。贾格迪奥就任总统后，立即任命他为总理，这是他第三次出任总理。2001年3月、2006年8月两次大选，贾格迪奥连任总统，海因兹也继续担任总理。
| 前任： 汉密尔顿·格林   | 圭亚那总理 1992年－1997年 | 繼任： 珍妮特·贾根     |
| 前任： 切迪·贾根       | 圭亚那总统 1997年         | 繼任： 珍妮特·贾根     |
| 前任： 珍妮特·贾根     | 圭亚那总理 1997年－1999年 | 繼任： 巴拉特·贾格迪奥 |
| 前任： 巴拉特·贾格迪奥 | 圭亚那总理 1999年－2015年 | 繼任： 摩西·納加木圖   |